# Fronteira (Minas Gerais)
Fronteira é um município brasileiro do interior do estado de Minas Gerais, Região Sudeste do país. Localiza-se a uma latitude 20°16'04" sul e a uma longitude 49°11'58" oeste, estando a uma altitude de 458 metros. A cidade tem uma população de 18 492 habitantes, de acordo com estimativas do Instituto Brasileiro de Geografia e Estatística (IBGE) para 2020. É um município turístico.
Possui uma área de 200,00 km². A densidade demográfica é de 70,2 hab/km². Seus municípios limítrofes são Frutal a norte, Guaraci a leste, Icém a sul e Orindiúva a oeste, sendo que os três últimos são do estado de São Paulo.

## História
Fronteira foi fundada no dia 18 de julho de 1943. ao contrário de outros núcleos urbanos
da região, a cidade foi planejada antes de sua construção. Seu idealizador e fundador foi o
jornalista, advogado, escritor e poeta, Dr. Maurício Goulart, que contou com uma equipe de
colaboradores, também jornalistas e intelectuais, todos de São Paulo. A ideia parece ter surgido
após a construção da ponte Mendonça Lima, sobre o Rio Grande, ligando São Paulo a Minas
Gerais, e inaugurada em 1943, onde o responsável era o general Miguel Costa. Foi então criada a
Companhia Construtora da cidade de Fronteira, da qual participaram pessoas ligadas ao
jornalista que se empenharam na execução da obra.
Segundo consta, o nome Fronteira não foi escolhido em virtude da condição fronteiriça da nova
cidade, mas pelos significados que a ideia de se erguer um núcleo em plena selva trazia para seus
construtores, isto é de uma nova realidade que se abria em suas vidas.
Fronteira foi planejada para ser polo de atração turística, e em tudo a natureza colaborou
para a realização deste sonho com suas belíssimas cachoeiras: dos Patos, do Marimbondo, das
Andorinhas, o Rebojinho, o Ferrador, e uma quantidade enorme de peixes os quais foram
inundados pela barragem da represa de Marimbondo.
A partir da edificação das primeiras casas, foi instalado, em 1945, um centro telefônico,
da Companhia de Telefones do Brasil Central e posteriormente, construída a Usina Hidrelétrica
de Marimbondo, das Centrais elétricas de Furnas. O núcleo cresceu integrado ao município de
Frutal, do qual se desligou em 30 de dezembro de 1962, quando a Lei n.º 2764 criou o município
e a cidade. A cidade faz parte da 116º região administrativa contando com um único distrito. 
.

## Geografia
Localiza-se as margens do Rio Grande, na Mesorregião do Triângulo Mineiro e Alto Paranaíba e Microrregião de Frutal, cerca de 671 km ao oeste de Belo Horizonte.

## Comunicações
Na época da Telebras a cidade era a única do estado atendida pela Telecomunicações de São Paulo (TELESP), pois compartilhava a central telefônica do município de Icém por não possuír central própria. Após 1996 passa a ser atendida pela Companhia de Telecomunicações do Brasil Central, ganhando central própria e mudando de código DDD.

## Ligações externas

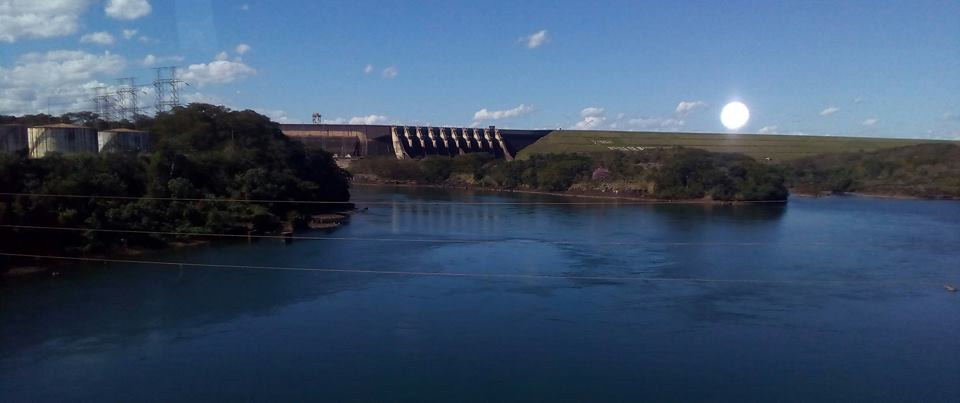
Vista do Rio Grande, com a Usina Hidrelétrica de Marimbondo ao fundo.